# Amy Rayner
Amy Rayner (Loughborough/Leicestershire, 1977. november 20.–) angol női nemzetközi labdarúgó játékvezető. Polgári foglalkozása pénzügyi elemző. Teljes neve, született Amy Elizabeth Rayner, férjezetten Amy Elizabeth Fearn.

## Pályafutása

### Nemzeti játékvezetés
1991-ben édesapja jelentkezett egy játékvezetői tanfolyamra, a játéktéren folytatott tevékenységének hatására 1992-ben maga is sikeresen letette a játékvezetői vizsgát. 16 éves koráig csak gyermek mérkőzéseket vezethetett. Majd a Midland Football Alliancéban működött, átalakítása után a Conference Northot és Conference Southt területi szövetség küldéseit teljesítette. 2004-ben a Football Conference játékvezetője. 2005-től a Football League asszisztense, játékvezetője. 2010-ben első nőként debütálhatott a Football League játékvezetőjeként. A játékvezető a 70. percben megsérült, első számú partbíróként továbbvezethette a találkozót. 2013-ban első nőként a FA-kupa főtábláján irányíthatott mérkőzést.
| Időpont          | Helyszín              | Mérkőzés típusa                | Mérkőzés                              | Eredmény |
| ---------------- | --------------------- | ------------------------------ | ------------------------------------- | -------- |
| 2010. február 9. | Ricoh Arena, Coventry | első Football League mérkőzése | Coventry City FC–Nottingham Forest FC | 1 – 0    |

### Nemzetközi játékvezetés
Az Angol labdarúgó-szövetség Játékvezető Bizottsága (JB) terjesztette fel nemzetközi játékvezetőnek, a Nemzetközi Labdarúgó-szövetség (FIFA) 2004-től tartja nyilván női bírói keretében. A FIFA JB központi nyelvei közül a angolt beszéli. Több nemzetek közötti válogatott és klubmérkőzést vezetett, vagy működő társának 4. bíróként, illetve alapvonalbíróként segített.

#### Női labdarúgó-világbajnokság
A 2015-ös női labdarúgó-világbajnokságon a FIFA JB játékvezetőként alkalmazta.

##### 2015-ös női labdarúgó-világbajnokság

###### Selejtező mérkőzés
| Időpont              | Helyszín                                          | Mérkőzés típusa           | Mérkőzés                          | Eredmény | Nézők száma |
| -------------------- | ------------------------------------------------- | ------------------------- | --------------------------------- | -------- | ----------- |
| 2013. október 26.    | Bonifika Stadion, Kopers                          | előselejtező (1. csoport) | Szlovénia–Németország             | 0 – 13   | 2000        |
| 2014. április 10.    | Sonera Stadion, Helsinki                          | előselejtező (7. csoport) | Finnország–Magyarország           | 4 – 0    | 1953        |
| 2014. május 8.       | A. Le Coq Arena, Tallinn                          | előselejtező (2. csoport) | Észtország–Spanyolország          | 0 – 5    | 896         |
| 2014. június 18.     | Marcolino de Castro Stadion, Santa Maria da Feira | előselejtező (5. csoport) | Portugália–Norvégia               | 0 – 2    | 2133        |
| 2014. szeptember 17. | OSiR Stadion, Włocławek                           | előselejtező (4. csoport) | Lengyelország–Bosznia-Hercegovina | 3 – 1    | 3078        |

## Szakmai sikerek
A Nemzetközi Labdarúgás-történeti és -statisztikai Szövetség (International Federation of Football History & Statistics) (IFFHS) a 2013-as és a 2014-es év szakmai eredményessége alapján az év tíz legjobb női labdarúgó-játékvezetője közé rangsorolta. 2013-ban Pernilla Larsson mögött a 10. helyen, 2014-ben szintén Lucia Venegas mögött szintén a 10. helyen végzett.